# Silva Jardim
Silva Jardim è un comune del Brasile nello Stato di Rio de Janeiro, parte della mesoregione delle Baixadas Litorâneas e della microregione di Bacia de São João.
Il comune fino al 1943 era conosciuto col nome di Capivary. Il nome attuale è un omaggio al giornalista e attivista politico Antônio da Silva Jardim (1860-1891) che nacque qui.